# 管勇毅
管 勇毅（かん ゆうき、1983年5月20日 - ）は、日本の男性俳優。大分県日田市出身。
身長181cm。体重68kg。ワイ・ケイ事務所所属。

## 出演

### 映画
- イモムシ進化論（2007年、） - 天才発明家 役 ※主演
- 終わりなし（2009年）
- 八日目の蝉（2011年、 成島出監督）
- 小川の辺（2011年、 篠原哲雄監督）
- 理容師（2011年、 秋野翔一監督）
- 聯合艦隊司令長官 山本五十六-太平洋戦争70年目の真実-（2011年、 成島出監督）
- わが母の記（2012年、 原田眞人監督）
- 王様とボク（2012年、 前田哲監督）
- 暗闇から手をのばせ（2013年、 戸田幸宏監督）
- TOKYO ENDING（2013年） - カガワ 役 ※脚本、監督、編集
- リアル〜完全なる首長竜の日〜（2013年、 黒沢清監督）
- シフガフ（2013年）
- 霧の中の分娩室（2014年、 桝井大地監督） - 主演
- 森のカフェ（2015年、 榎本憲男監督） - 主演
- RED COW（2015年、 大塚祐吉監督）
- のれそれ（2015年） ※脚本、監督、出演
- 64-ロクヨン-前編/後編（2016年、 瀬々敬久監督）
- なりゆきな魂、（2017年、 瀬々敬久監督）
- 南瓜とマヨネーズ（2017年、 冨永昌敬監督）
- 漂流者（2018年、 山本政志監督）
- 空母いぶき（2019年、 若松節朗監督）
- 苦界（2019年、 吉田卓功監督）
- ファーストラヴ（2021年、 堤幸彦監督）
- 峠-最後のサムライ-（2022年、 小泉堯史監督）
- OLD DAYS（2022年、 末松暢茂監督）
- グッバイ・クルエル・ワールド（2022年、大森立嗣監督）
- ファミリア（2023年、成島出監督）
- 笑いのカイブツ（2024年、滝本憲吾監督）
- 片思い世界（2025年、土井裕泰監督）[2]

### テレビドラマ
- FACE MAKER 第10話（2010年）
- 深夜食堂 第2部 第13話（2011年）
- 贖罪 第4話（2012年）
- O-PARTS〜オーパーツ〜（2012年）
- 大河ドラマ大作戦（2012年）
- 梅ちゃん先生 第26話（2012年）
- 平清盛 第41話（2012年） - 藤原師高 役
- ダブルス〜二人の刑事 第1話（2013年）
- 八重の桜 第23話（2013年、NHK） - 姉歯武之進 役
- 松本清張スペシャル 顔（2013年、フジテレビ）
- タクシードライバーの推理日誌  第33作（2013年、 テレビ朝日）
- 相棒（テレビ朝日）
  - season12 第9話（2013年） - 古畑健介 役
  - SEASON23 第12話（2025年） - 小林圭介 役
- ブラック・プレジデント 第6話（2014年、関西テレビ）
- おやじの背中 第6話（2014年、TBS）
- 水曜ミステリー9 弁護士 水木邦夫 残り火（2014年、テレビ東京）
- 私を見て かぐや姫の帰る場所（2014年） - ナレーション
- DOCTORS〜最強の名医〜 最終話（2015年、テレビ朝日）
- 巨悪は眠らせない 特捜検事の逆襲（2016年、テレビ東京）
- 家政夫のミタゾノ 第4話（2016年、テレビ朝日）
- ポイズンドーター・ホーリーマザー 第3話（2019年、WOWOW）
- 悪党 第5話（2019年、WOWOW）
- 半沢直樹 第7話（2020年、TBS）
- 嫌われ監察官 音無一六 season1 第6〜7話（2022年、テレビ東京）
- Get Ready! 第3話（2023年、TBS）
- あなたがしてくれなくても 第4話・第5話（2023年、フジテレビ） - 岩井 役
- VIVANT 第5話・第6話・第7話・最終話（2023年、TBS） - 奥西 役

### 舞台
- DREAM OF PASSION（2008年）
- 箱の中身（2009年）
- 佐藤、走る!（2012年）
- The Truth Game（2012年）
- 東京ダイブ（2012年）
- ペテンの系譜（2015年）
- ダム・ウェイター（2016年）

### CM
- JT企業 「想いを受け取る、ひとのそばに」編「想いあう、ときのそばに。」編「想いを届ける、人のそばに」編（2014年） - ナレーション
- 日本民間放送連盟 「地球温暖化問題啓発スポット/ポワットマン」篇（2014年）
- 日産・セレナ
  - 「大人から楽しんじゃおう」篇（2017年）
  - セレナe-POWER「静かな走り」篇 TV-CM＆WEBムービー（2020年）
  - セレナe-POWER「本物を感じよう」篇 TV-CM＆WEBムービー（2021年）
- Spotify #音楽さえあればいい「飛行機」篇（2019年）
- 西松屋 SmartAngel それいい値「おでかけグッズ」篇（2019年）
- 株式会社ヤクルト本社 「Yakult1000」（2019年） - ナレーション
- C4games株式会社 スマートフォンアプリ 放置少女～百花繚乱の萌姫たち～「ずっと一緒」篇（2020年）
- P&G レノアリセット「毛玉やヨレにもレノアリセット」篇（2020年）
- 花王株式会社 プロテクトJAPAN「清潔の力を信じて」（2020年）
- 株式会社キタムラ スタジオマリオ「マリオで笑おう」篇（2021年）
- NTT西日本 「ICTトモロー登場」篇・「ICTニューノーマル時代の働き方」篇（2021年）
- エスエス製薬 ハイチオールホワイティアプレミアム「内側から輝く人へ」篇（2022年） - ナレーション
- 麒麟麦酒 『氷結®無糖』「氷結®無糖レモン 知ってるけど」篇（2022年）

### PV
- ivory7 chord 「distance」（2010年）
- グッドモーニングアメリカ 「空ばかり見ていた」（2010年）
- Yellow Studs 「ブーツ」（2018年）

### その他
- JINS（2008年） - モデル